# Nikola Ivanović
Pour les articles homonymes, voir Ivanović.
Nikola Ivanović (en alphabet cyrillique serbe Никола Ивановић), né le 19 février 1994, à Podgorica, en République socialiste du Monténégro, est un joueur monténégrin de basket-ball. Il évolue au poste d'arrière.

## Biographie
En juin 2021, Ivanović s'engage pour deux saisons avec l'Étoile rouge de Belgrade.

## Palmarès
- Vainqueur de la coupe du Monténégro : 2012, 2014, 2015, 2018, 2019, 2020, 2021
- Champion du Monténégro : 2012, 2013, 2014, 2015, 2019, 2021
- Vainqueur de la coupe de Serbie : 2016 et 2022
- MVP de la coupe de Serbie 2016